# Ficus squamosa
Ficus squamosa är en mullbärsväxtart som beskrevs av William Roxburgh. Ficus squamosa ingår i släktet fikonsläktet, och familjen mullbärsväxter. Inga underarter finns listade i Catalogue of Life.